# Дюссельдорф-Альтштадт
Альтштадт («Старый город»; нем. Altstadt) — исторический центр Дюссельдорфа. Здесь сосредоточены многие важные достопримечательности и практически каждая улица чем-либо известна или знаменита. Альтштадт — один из 50 районов Дюссельдорфа и относится к округу № 1. В районе проживает (на 31 декабря 2020 года) 2429 жителей, что при площади 0,47 км² определяет высокую плотность населения в 5 168 чел. на км².
Альтштадт является историческим, политическим и культурным центром земельной столицы. Здесь находятся дюссельдорфская ратуша, художественное собрание земли Северный Рейн — Вестфалия и дюссельдорфская академия художеств. Большая часть Старого города является пешеходной зоной с многочисленными кафе и другими торговыми заведениями. На площади всего 0,5 км² сосредоточено более 300 пивных трактиров, дискотек и ресторанов, которые, как поётся в старом гимне тёмному дюссельдорфскому пиву (Altbier), образуют «самую длинную барную стойку мира». Своим «фасадом» Старый город обращён к Рейну и его набережная (променад) по праву считается одной из красивейших на всем протяжении реки.
На северо-востоке Альтштадт ограничен «Придворным садом» (Hofgarten), на юге переходит в Карлштадт (Carlstadt), а на юго-востоке сливается с районом Штадтмитте (Stadtmitte).

## История
Из Старого города вырос современный Дюссельдорф, хотя на его обширной городской территории можно найти и более старые по возрасту районы. Впервые документально селение (деревня) «Дюссельдорп» (Düsseldorp) упоминается в 1159 году. В следующем документе (предположительно до 1190 года) приводится сообщение о том, что рыцарь Арнольд Тюфельнский (Arnold von Tyvern) закладывает за 100 серебряных марок все свои правобережные рейнские владения графу Энгельберту Бергскому (Engelbert von Berg). В списке этих населённых пунктов приводятся Дюссельдорп и Хуммельгиз (Hummelgis, ныне Химмельгайст, Himmelgeist). Впоследствии залог не был выкуплен и Дюссельдорп перешёл в собственность графов Бергских. Уже в середине XIII века деревня имела определённое экономическое значение в связи со своей переправой через Рейн на торговом пути. 14 августа 1288 года, после битвы при Воррингене, Дюссельдорп приобрёл статус города и получил соответствующие этому статусу городские привилегии.

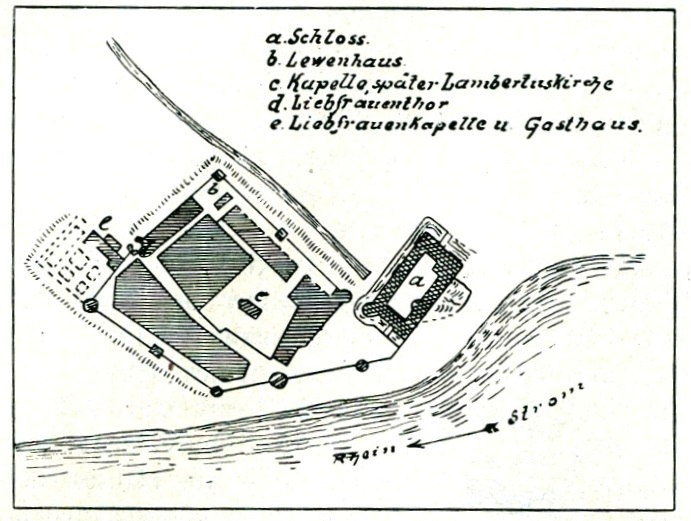
План Дюссельдорфа в 1288 году

В год получения статуса города в Дюссельдорфе было всего несколько улиц, а если точнее — только одна улица Альтештадт и несколько переулков. Наряду с переулком Поставок (Лифер-гассе, Liefergasse) упоминался Львиный переулок (первоначально он назывался Лефен-гассе (Levengasse), позже изменивший название на Лёвен-гассе (Löwengasse). Существовали и ещё два переулка (ныне их названия утеряны), располагавшиеся на месте современной улицы Ламберта (Ламбертус-штрассе, Lambertusstraße) и переулка Мюллер-Шлёссер-гассе (Müller-Schlösser-Gasse). Возможно, уже существовала и ещё одна улица, поскольку на старинном рисунке застройки видно пустое место между валом (стеной?) и застроенной территорией на месте современной Торговой улицы (Kремер-штрассе, Krämerstraße). Во всяком случае, в 1288 году могла быть застроена только её восточная сторона. Она протягивалась от Южных ворот города (Зюд-тор, Südtor), на месте которых впоследствии были сооружены Замковые ворота (Бург-тор, Burgtor), к началу улицы Альтештадт. На этой улице в городской стене была проделана небольшая дверь, открывавшаяся к Рейну, называвшаяся Линден-траппен-пфорте (Lindentrappenpforte) и позже переименованная в Угольные ворота (Колен-тор, Kohlentor). Вероятнее всего вторая настоящая улица действительно существовала, поскольку трудно представить себе городское укрепление всего с одними воротами.
Небольшой городок был достаточно хорошо защищён с трёх сторон: с востока рекой Рейн, с юга речкой Дюссель и с севера — рукавом Старого Рейна. Только на востоке пришлось создавать искусственную защиту в виде земляного вала, усиленного, вероятно, деревянными конструкциями. Общая площадь в пределах городской стены составляла примерно 3,8 га при длине стены около 800 м. По оценкам специалистов, в 1300 году в городе проживало от 300 до 400 человек и было построено всего два каменных дома.
Неизвестно, относится ли уже упоминание от 1260 года к замку графов фон Берг в Дюссельдорфе или только к укрепленному Зальхофу (Sahlhof). Однако камни со следами обработки были найдены в районе фундамента, которые по своему виду были обычными в регионе Нижнего Рейна около 1150 года. Тем не менее, нет никаких дальнейших сведений о здании в районе более поздней застройки замка, возведенного в XII веке. В 1246 году в соглашении, заключенном при посредничестве архиепископа Кёльна Энгельберта I фон Берга между Ирмгардой фон Берг (Irmgard von Berg) и её сыном Адольфом IV фон Берг, замок в Дюссельдорфе не упоминался. В этом соглашении различные замки графства Берг были разделены между Ирмгардой и Адольфом IV и Дюссельдорф стал частью территории, закреплённой за Ирмгардой. Строительные работы над замком (или его предшественником) восходят к 1350 году. Первое документальное свидетельство о замке датируется 1386 годом и связано с переговорами между архиепископом Кёльна и герцогом Вильгельмом II.

## Развитие Альтштадта

### Общая информация
Термин Альтштадт (старый город) в основном используется в Дюссельдорфе не только для обозначения нынешнего района старого города, но и для более молодого района Карлштадт. Они объединены территорией между въездом на Оберкассельский мост на севере, районом до Шваненшпигель (Schwanenspiegel) на юге и Аллеей Генриха Гейне Heinrich-Heine-Allee и ее продолжением, Брайте Штрассе (Breite Straße), на востоке. Этот район в основном находился внутри укреплений, пока они не были снесены. В настоящее время это два района Альтштадт и Карлштадт в округе 1, а также частично другие. В дальнейшем историческом развитии этих двух частей города западная граница (Рейн) не упоминается. Вкратце развитие этого общего городского района от официального образования Дюссельдорфа городом выглядит следующим образом:
- Периметр города во время образования Дюссельдорфа в 1288 году состоял из участка между Кремерштрассе (Krämerstraße), Альтештадт, Лифергассе (Liefergasse), небольшой переулок в районе церкви и Дюссель, который был защищен рвами и стенами. Здесь свободно протекал Дюссель[16]. Первое расширение города последовало в 1384-1394 годах с пригородом на востоке, районом на сегодняшней Ратингер Штрассе (Ratinger Straße) и южными районами с Нойштадтом (Neustadt) до Флингер Штрассе (Flinger Straße) и расширенным Нойштадтом между Флингер Штрассе и Вальштрассе (Wallstraße). На востоке эти районы ограничивались Мюленгассе (Mühlengasse) и Нойштрассе (Neustraße). Достигнутая таким образом городская территория была в значительной степени идентична современному району Альтштадт. Следующие расширения происходили в основном в Карлштадте.
- Со строительством цитадели в первой половине XVI века площадь города увеличилась на юге, но его настоящее развитие и строительство началось примерно в середине следующего века.
- Около 1780 г. произошло дальнейшее расширение, за которым последовало продвижение укреплений в юго-восточном направлении. Карлштадт был построен на месте бывших, ныне заброшенных, старых частей укреплений. После того, как все укрепления были снесены в начале XIX века, у Карлштадта появилась возможность провести небольшие расширения в южной части.

Ниже приводится более подробное описание развития двух районов от начала заселения территории старого города до настоящего времени.

### До 1384 года
Правление графов, а затем и герцогов Бергских на протяжении веков имело большое значение для развития Старого города. После вымирания этого дворянского рода развитие Альтштадта распространилось на их правопреемников.
Мало что известно о старых зданиях, существовавших до и во время принятия городского устава. Первое документальное упоминание о городских воротах датируется 13 сентября 1322 года.